# Свјетско друмско првенство UCI 2018 — Друмска трка за мушкарце
Друмска трка за мушкарце на Свјетском друмском првенству 2018. одржана је 30. септембра у аустријском Инзбруку. То је било 85 издање друмске трке за мушкарце у оквиру Свјетског друмског првенства, треће у Аустрији, а прво у Инзбуку.
Рута је била краћа у односу на првенство 2017. али је била са доста успона, од којих је најтежи вожен у самим финишу — Хетингер Хел, са максималним нагибом од 28%. Бранилац титуле био је троструки узастопни првак Петер Саган.
Златну медаљу освојио је Шпанац Алехандро Валверде, након шест освојених медаља и 15 година након освајања прве медаље; прву златну медаљу освојио је у спринту четворице возача који су стигли на циљ заједно, поставши други најстарији побједник Свјетског првенства, са 38 година. На најтежим секцијама последњег успона Хетингер Хела, Валверде, Ромен Барде и Мајкл вудс одвојили су се испред свих, док их је на спусту достигао Том Димулен, али није имао снаге да спринта за медаљу, завршивши четврти, док је Барде освојио сребрну, а Вудс бронзану медаљу.
Валвердеова побједа била је прва за Шпанију након 2004. године, када је Оскар Фреире у Верони освојио своју трећу титулу првака свијета. Француска и Канада су такође прекинули дуг период без медаље; за Француску последњу медаљу прије Бардеа освојио је Антони Жеслен, бронзу у Мадриду 2005, гдје је Валверде освојио сребрну медаљу, док је последњи канадски освајач медаље прије Вудса био Стив Бауер, који је на првенству 1984. у Барселони освојио бронзану медаљу.
Трку је завршило 76 возача од њих 188, а међу онима који нису завршили био је и Петер Саган.

## Рута
Трка је стартовала са главног трга у Куфстејну, након чега се ишло југозападно ка Инзбруку. Први дио руте вожен је по прилично равном терену, са изузетком 5 km дугог успона између Фриценса и Гаденвалда, који је вожен на екипном хронометру неколико дана прије друмске трке, са просјечним нагибом 7,1%, док је максимални нагиб био 14%. Након 84,7 km до Инзбрука, вожено је шест кругова дужине 23,8 km у граду. Кружна стаза кренула је из центра града, ишло се поред тржног центра, базена Тиволи и фудбалског стадиона Тиволи, на којем своје утакмице игра фудбалски клуб Вакер Инзбрук, након чега се ишло до замка Амбрас. На том дијелу је почињао успон, укупне дужине 7,9 km, кроз села Алдранс и Ланс; просјечни нагиб износио је 5,9%, док је максимални нагиб био 10% на појединим дионицама. Након краћег дијела по равном, слиједио је спуст од Игла назад до Инзбрука.
Након последњег круга, рута се вратила у Инзбрук након чега се није ишло десно као у претходним круговима, већ лијево преко успона Хетигер Хел, који је био дуг 3,2 , са просјечним успоном 11,5%, док је максимални успон износио 28% на појединим дионицама. Након преласка преко успона, слиједио је спуст кроз Хингербург до првобитног круга, одакле је остало још 3,5 km до циља. Трка је садржала укупно 4,681 метара успона.

## Фаворити
Прије почетка трке, први фаворит био је Француз Жилијен Алафилип, који је током сезоне остварио двије етапне побједе на Тур де Франсу, гдје је освојио и брдску класификацију, класик Сан Себастијан, Тур оф Бритејн и Тур оф Словакија трке, као и Флеш Валон почетком сезоне. Поред Алафилипа, Француска је у тиму имала и Ромена Бардеа и Тиба Пиноа, који су током  претходних сезона остваривали успјехе на гранд тур тркама, док је Пино раније током мјесеца остварио двије етапне побједе на Вуелта а Еспањи. Британски тим био је изграђен око браће близанаца Јејтс, Сајмона и Адама, а лидер је био Сајмон, који је раније током септембра освојио Вуелту.
Шпански тим предводио је Алехандро Валверде, који је на друмској трци на Свјетском првенству прву медаљу освојио 2003. године, након чега је освојио укупно шест медаља, али ниједном златну. Валверде је првенство 2017. пропустио због повреде на хронометру током прве етапе Тур де Франса 2017. када му је био угрожен и наставак каријере. Валверде је прије Свјетског првенства остварио двије етапне побједе на Вуелти и био је у борби за освајање трке до претпосљедње етапе. Италијански тим предводили су Винченцо Нибали и Ђани Москон, док је Фабио Ару отпао из тима. Нибали се опорављао након повреде на Тур де Франсу 2018. па су веће шансе даване Москону, који је прије Свјетског првенства освојио трке Копа Агостини и Ђиро дела Тоскана.
Иако профил није био најповољнији за њега, Петер Саган је такође био један од фаворита, након што је Свјетско првенство освајао претходне три године. У колумбијском тиму били су возачи који су се борили за генерални пласман на гранд тур тркама — Наиро Кинтана, Мигел Анхел Лопез, Ригоберто Уран и Серхио Енао, а ту је био и Винер Анакона; у тим нису увршћени Естебан Чавез и Еган Бернал. Холандију је предводио Том Димулен, који је четири дана раније освојио сребрну медаљу у вожњи на хронометар у оквиру Свјетског првенства, гдје је поражен од Роана Дениса. Поред Димулена, у тиму су били гранд тур возачи Стивен Кројсвајк, Вилко Келдерман и Бауке Молема, као и Ваут Пулс. Један од фаворита био је и Примож Роглич, који је раније током сезоне завршио Тур де Франс на четвртом мјесту. Португал је као фаворит из сјенке предводио Руи Коста, свјетски шампион из 2013. године, док је свјетски шампион из 2014. године — Михал Квјатковски, предводио Пољску, као један од фаворита за побједу. Четворочлани тим Канаде предводио је Мајкл Вудс, који је имао успјешну сезону, укључујући и етапну побједу на Вуелта а Еспањи.

## Квалификације
Квалификације за друмску вожњу за мушкарце на Свјетском првенству 2018. биле су подијељене у три нивоа:
- 1. Квалификације кроз  рангирање држава, закључно са 12. августом 2018:[28]
  - а. Државе које су заузимале позиције од 1 до 10 могле су да поведу 8 возача;[28]
  - б. Државе које су заузимале позиције од 11 до 20 могле су да поведу 6 возача;[28]
  - в. Државе које су заузимале позиције од 21 до 30 могле су да поведу 4 возача;[28]
  - г. Државе које су заузимале позиције од 31 до 50 могле су да поведу 1 возача.[28]
- 2. Квалификације кроз  рангирање возача, закључно са 12. августом 2018:[28]
  - Бициклисти који су се у UCI свјетском рангирању налазили на позицијама од 1 до 200 и нису се квалификовали кроз UCI рангирање држава, имали су право да учествују на Свјетском првенству; свака држава је могла да поведе једног возача из првих 200.[28]
- 3. Актуелни прваци:
  - Актуелни свјетски, олимпијски и континентални прваци могли су да учествују на првом Свјетском првенству након освајања титуле, као додатна мјеста у својим државама и нису могли да се замијене са другим возачем.[28]

### свјетско рангирање
| Критеријум                                                   | Ранг  | Број возача         | Број возача | Државе |
| Критеријум                                                   | Ранг  | Максимално учесника | Стартовало  | Државе |
| ------------------------------------------------------------ | ----- | ------------------- | ----------- | --- |
| свјетски ренкинг по државама                                 | 1–10  | 13                  | 8           | Италија Белгија Француска Уједињено Краљевство Холандија Шпанија Колумбија Аустралија Данска Словенија                                                                     |
| свјетски ренкинг по државама                                 | 11–20 | 9                   | 6           | Немачка Норвешка Словачка Пољска Швајцарска Ирска Чешка Русија Аустрија Луксембург                                                                                         |
| свјетски ренкинг по државама                                 | 21–30 | 7                   | 4           | Португалија Сједињене Државе Јужна Африка Нови Зеланд Канада Казахстан Еквадор Летонија Белорусија Естонија                                                                |
| свјетски ренкинг по државама                                 | 31–50 | 2                   | 1           | Украјина Еритреја Јапан Аргентина Алжир Руанда Иран Румунија Хрватска Костарика Турска Хонгконг Венецуела Литванија Шведска Мароко Азербејџан Гренланд Јужна Кореја Бразил |
| свјетски ренкинг индивидуално (ако се није већ квалификовао) | 1–200 | 2                   | 1           | Н/Д |

### Континентални прваци
Континентални прваци су могли да учествују на првом Свјетском првенству након освајања титуле, као додатна мјеста у својим државама.
| Првенство                 | Возач                        | Напомена         |
| ------------------------- | ---------------------------- | ---------------- |
| Актуелни свјетски шампион | Петер Саган (СВК)            | Учествовали су   |
| Афрички шампион           | Амануел Гебресгабијер (ЕРИ)  | Учествовали су   |
| Европски шампион          | Матео Трентин (ИТА)          | Нису учествовали |
| Шампион Пан-Америке       | Хуан Себастијан Молано (КОЛ) | Нису учествовали |
| Шампион Океаније          | Крис Харпер (АУС)            | Нису учествовали |
| Шампион Азије             | Јусиф Мирза (УАЕ)            | Нису учествовали |

### Државе учеснице
На првенству је учествовало 188 бициклиста из 44 државе.
- Аргентина (1)
- Аустралија (8)
- Аустрија (6)
- Белгија (8)
- Бјелорусија (4)
- Бразил (1)
- Грчка (1)
- Данска (8)
- Еквадор (2)
- Еритреја (2)
- Естонија (3)
- Етиопија (1)
- Иран (1)
- Ирска (1)
- Италија (8)
- Јапан (1)
- Јужна Африка (2)
- Канада (4)
- Казахстан (4)
- Колумбија (8)
- Костарика (1)
- Летонија (2)
- Литванија (1)
- Луксембург (6)
- Нови Зеланд (4)
- Норвешка (6)
- Њемачка (6)
- Пољска (6)
- Португалија (4)
- Румунија (1)
- Русија (6)
- Сједињене Државе (4)
- Словачка (7)
- Словенија (8)
- Уједињено Краљевство (8)
- Украјина (2)
- Француска (8)
- Холандија (8)
- Хонгконг (1)
- Хрватска (1)
- Швајцарска (6)
- Шведска (1)
- Шпанија (8)
- Чешка (6)

## Преглед трке
Првенство је било једно од најтежих, због тога што су вожени бројни успони. Укупне дужине од 258 km, од Куфстејна до Инзбрука, са 4,670 m вертикалног пењања, било је десето најстрмије првенство у историји. Напади су кренули чим је означен почетак трке, али је било потребно 10 km да би се одвојила група возача. Канада, Шведска и Данска послале су возаче у бијег, након чега су се придружили и други возачи и формирали групу од 11 возача. У бијегу су били Рајан Мулен и Конор Дан из Ирске, Каспер Асгрен из Данске, Тобијас Лудвигсон из Шведске, Роберт Бритон из Канаде, Данил Фомињик из Казахстана, Карел Хинк из Финске, Вегард Стејк Ленгрен из Норвешке, Жак Јансе ван Рејнзбург из Јужноафричке републике, Лоран Дидије из Луксембурга и Иља Кошевој из Бјелорусије. Бјегунци су брзо стекли велику предност и на 200 km до циља имали су 20 минута предности. Бртитанац Ијан Станард радио је на челу главне групе, док су Словенци, Аустријанци и Французи такође доприносили потјери; на 100 km до циља предност је преполовљена и износила је 10 минута.
Упркос мирној вожњи главне групе, велики број возача није могао да прати темпо због природе руте и оба Ирца из бијега — Конор Дан и Рајан Мулен, отпали су на четвртом успону на Игл. На истом успону, на 92 km до циља, троструки узастопни свјетски шампион — Петер Саган отпао је од главне групе машући камери и убрзо је напустио трку. На 60 km до циља, Примож Роглич је пао, док је главна група убрзала и у бијегу су остала само четворица возача, са предношћу од пет минута; Роглич је успио да се врати у главну групу у последњем кругу. Жак Јансе ван Рејнзбург, Бритон, Асгрен и Ленгрен су остали у бијегу, док су главну групу предводили Британац Тео Гејган Харт и Шпанац Хонатан Кастровијехо. Олимпијски шампион — Грег ван Авермат, напао је први врху кратког успона, на 54 km до циља, што су пратили Дамијано Карузо и Омар Фраиле; њих тројица стекли су предност од 30 секунди, док су главну групу предводили Њемци и Холанђани.
Група са Ван Аверматом достигнута је на последњем успону до Игла, али је јак темпо главне групе утицао на то да бројни фаворити отпадну. Британац Сајмон Јејтс, Ирац Дан Мартин, Холанђанин Ваут Пулс и Пољак Михал Квјатковски су отпали од главне групе. У бијегу су остали само Каспер Асгрен и Вегард Ленгрен, са предношћу од два минута и 40 секунди на 35 km до циља. Улазећи у последњи круг, Италијани су преузели чело главне групе и предност бјегунаца је брзо опадала, а достигнути су на 20 km до циља. Након успона услиједио је спуст, а након шест кругова и седам успона на Игл, вожен је последњи успон — Хетингер Хел. Успон је био дуг 3,2 , са просјечним нагибом 11,8%, док је максимални нагиб износио 28%; циљ успона био је на 8 km до циља, након чега је слиједио 5 km дуг спуст и 3 km по равном до циља. Британац Питер Кено напао је на послењем успону на Игл, пратио га је Данац Михаел Валгрен. Кено је убрзо остао без снаге и достигнут је, док је Валгрен стекао 30 секунди предности. На 10 km до циља, у главној групи је било око 25 возача, међу којима су били и фаворити.
На почетку успона на Хетингер Хел, бројни возачи су отпали, а у главној групи су остали Французи — Алафилип, Барде и Тибо Пино, Шпанац Валверде и Италијан Ђани Москон. Убрзо су Алафилип и Пино отпали од групе, док се Мајкл Вудс вратио у трочлану групу напријед. Следећи је отпао Ђани Москон, а Барде, Валверде и Вудс су достигли Валгрена прије врха успона. Трио је заједно прешао успон и наставили су борбу на спусту, док се иза Том Димулен приближавао. Димулен их је достигао на 2 km до циља, напао је, али није имао снаге и брзо је достигнут. У припремању за спринт, Валверде је предводио групу у последњих неколико стотина метара и у спринту је побиједио и освојио Свјетско првенство по први пут. Сребрну медаљу освојио је Барде, који је тако донио Француској прву медаљу након 2005. године, док је бронзану медаљу освојио Вудс, који је донио Канади прву медаљу након 1984. године. Том Димулен није имао снаге да спринта и завршио је на четвртом мјесту. На петом мјесту завршио је Ђани Москон, 13 секунди иза, смањивши на спусту предност четворице возача испред. На шестом мјесту завршио је Чех Роман Кројцигер, на седмом Михаел Валгрен, а на осмом Жилијен Алафилип, који је био један од највећих фаворита прије почетка; у истом времену са њима тројицом завршили су и Пино, Руи Коста и Јон Изагире.

## Резултати
Од 188 учесника, њих 76 је завршило трку.
| Позиција | Возач                | Држава               | Вријеме    |
| -------- | -------------------- | -------------------- | ---------- |
| 1.       | Алехандро Валверде   | Шпанија              | 6h 46' 41" |
| 2.       | Ромен Барде          | Француска            | + 0"       |
| 3.       | Мајкл Вудс           | Канада               | + 0"       |
| 4.       | Том Димулен          | Холандија            | + 0"       |
| 5.       | Ђани Москон          | Италија              | + 13"      |
| 6.       | Роман Кројцигер      | Чешка                | + 43"      |
| 7.       | Михаел Валгрен       | Данска               | + 43"      |
| 8.       | Жилијен Алафилип     | Француска            | + 43"      |
| 9.       | Тибо Пино            | Француска            | + 43"      |
| 10.      | Руи Коста            | Португалија          | + 43"      |
| 11.      | Јон Изагире          | Шпанија              | + 43"      |
| 12.      | Бауке Молема         | Холандија            | + 49"      |
| 13.      | Микел Ниеве          | Шпанија              | + 52"      |
| 14.      | Сем Омен             | Холандија            | + 1' 21"   |
| 15.      | Наиро Кинтана        | Колумбија            | + 1' 21"   |
| 16.      | Питер Кено           | Уједињено Краљевство | + 1' 21"   |
| 17.      | Јан Хирт             | Чешка                | + 1' 21"   |
| 18.      | Џорџ Бенет           | Нови Зеланд          | + 1' 21"   |
| 19.      | Џек Хејг             | Аустралија           | + 1' 21"   |
| 20.      | Јакоб Фуглсанг       | Данска               | + 1' 21"   |
| 21.      | Доменико Поцовиво    | Италија              | + 1' 21"   |
| 22.      | Андреј Зајц          | Казахстан            | + 1' 21"   |
| 23.      | Бен Херманс          | Белгија              | + 1' 32"   |
| 24.      | Симон Гешке          | Њемачка              | + 1' 54"   |
| 25.      | Сергеј Чернецки      | Русија               | + 2' 00"   |
| 26.      | Матијас Франк        | Швајцарска           | + 2' 10"   |
| 27.      | Стивен Кројсвајк     | Холандија            | + 2' 10"   |
| 28.      | Антваан Толхук       | Холандија            | + 2' 10"   |
| 29.      | Дилан Тенс           | Белгија              | + 2' 10"   |
| 30.      | Од Кристијан Ејкинг  | Норвешка             | + 2' 42"   |
| 31.      | Риди Молар           | Француска            | + 2' 42"   |
| 32.      | Себастијан Рајхенбах | Швајцарска           | + 2' 42"   |
| 33.      | Ригоберто Уран       | Колумбија            | + 2' 57"   |
| 34.      | Примож Роглич        | Словенија            | + 4' 00"   |
| 35.      | Рафал Мајка          | Пољска               | + 4' 00"   |
| 36.      | Алексеј Луценко      | Казахстан            | + 4' 00"   |
| 37.      | Адам Јејтс           | Уједињено Краљевство | + 4' 00"   |
| 38.      | Вилко Келдерман      | Холандија            | + 4' 00"   |
| 39.      | Нелсон Оливеира      | Португалија          | + 5' 00"   |
| 40.      | Алесандро де Марки   | Италија              | + 5' 05"   |
| 41.      | Мерхави Кудус        | Еритреја             | + 5' 44"   |
| 42.      | Ксандро Мерис        | Белгија              | + 5' 44"   |
| 43.      | Вегард Стаке Ленгрен | Норвешка             | + 5' 44"   |
| 44.      | Давид де ла Круз     | Шпанија              | + 5' 56"   |
| 45.      | Михал Гегл           | Аустрија             | + 5' 56"   |
| 46.      | Емануел Букман       | Њемачка              | + 5' 56"   |
| 47.      | Павел Сиваков        | Русија               | + 6' 00"   |
| 48.      | Серхио Енао          | Колумбија            | + 6' 02"   |
| 49.      | Винченцо Нибали      | Италија              | + 6' 02"   |
| 50.      | Грег ван Авермат     | Француска            | + 8' 08"   |
| 51.      | Павел Кочетков       | Русија               | + 8' 08"   |
| 52.      | Каспер Асгрен        | Данска               | + 10' 22"  |
| 53.      | Франко Пелицоти      | Италија              | + 10' 33"  |
| 54.      | Карл Фредерик Хаген  | Норвешка             | + 12' 24"  |
| 55.      | Емил Вињебо          | Данска               | + 12' 57"  |
| 56.      | Лукаш Овсјан         | Пољска               | + 13' 05"  |
| 57.      | Илнур Закарин        | Русија               | + 13' 05"  |
| 58.      | Тони Галопен         | Француска            | + 13' 05"  |
| 59.      | Патрик Конрад        | Аустрија             | + 13' 05"  |
| 60.      | Стив Морабито        | Швајцарска           | + 13' 05"  |
| 61.      | Хесус Ерада          | Шпанија              | + 13' 09"  |
| 62.      | Томс Скујинш         | Летонија             | + 13' 13"  |
| 63.      | Брент Буквалтер      | Сједињене Државе     | + 14' 23"  |
| 64.      | Дамијано Карузо      | Италија              | + 14' 23"  |
| 65.      | Дарио Каталдо        | Италија              | + 14' 23"  |
| 66.      | Хју Карти            | Уједињено Краљевство | + 14' 23"  |
| 67.      | Николас Роуч         | Ирска                | + 14' 23"  |
| 68.      | Тим Веленс           | Белгија              | + 14' 23"  |
| 69.      | Питер Венинг         | Холандија            | + 14' 23"  |
| 70.      | Роберт Пауер         | Аустралија           | + 14' 23"  |
| 71.      | Ричард Карапаз       | Еквадор              | + 14' 48"  |
| 72.      | Бен Кинг             | Сједињене Државе     | + 15' 57"  |
| 73.      | Едуардо Сепулведа    | Аргентина            | + 16' 51"  |
| 74.      | Нико Денц            | Њемачка              | + 18' 17"  |
| 75.      | Ђанлука Брамбила     | Италија              | + 19' 35"  |
| 76.      | Роб Бритон           | Канада               | + 19' 37"  |

### Нису завршили
Од укупно 188 возача, њих 112 није завршило трку.
| Возач                  | Држава               |
| ---------------------- | -------------------- |
| Енрик Мас              | Шпанија              |
| Сајмон Кларк           | Аустралија           |
| Омар Фраиле            | Шпанија              |
| Хонатан Кастровијехо   | Шпанија              |
| Жак Јенсе ван Ренсбург | Јужна Африка         |
| Танел Кангерт          | Естонија             |
| Михал Квјатковски      | Пољска               |
| Ваут Пулс              | Холандија            |
| Јеспер Хансен          | Данска               |
| Маркус Хелгард         | Норвешка             |
| Питер Стетина          | Сједињене Државе     |
| Килијан Франкини       | Швајцарска           |
| Андреј Хривко          | Украјина             |
| Илдар Арсланов         | Русија               |
| Маркус Бургхарт        | Њемачка              |
| Данијел Мартин         | Ирска                |
| Боб Јунгелс            | Луксембург           |
| Иља Кошевој            | Белорусија           |
| Тобијас Лудвигсон      | Шведска              |
| Карел Хник             | Чешка                |
| Тео Гејган Харт        | Уједињено Краљевство |
| Демијен Хаусон         | Аустралија           |
| Ник Шулц               | Аустралија           |
| Матеј Мохорич          | Словенија            |
| Сајмон Јејтс           | Уједињено Краљевство |
| Симон Шпилак           | Словенија            |
| Јан Поланц             | Словенија            |
| Здењек Штибар          | Чешка                |
| Феликс Гросшартнер     | Аустрија             |
| Сеп Кус                | Сједињене Државе     |
| Патрик Шелинг          | Швајцарска           |
| Максимилијан Шахман    | Њемачка              |
| Амануел Гебрезгабијер  | Еритреја             |
| Алехандар Ријабушенко  | Белорусија           |
| Данил Фоминјик         | Казахстан            |
| Михал Шер              | Швајцарска           |
| Мигел Анхел Лопез      | Колумбија            |
| Рубен Гереиро          | Португалија          |

| Возач              | Држава               |
| ------------------ | -------------------- |
| Пол Мартенс        | Њемачка              |
| Михал Голаш        | Пољска               |
| Крис Хамилтон      | Аустралија           |
| Едвалд Босон Хаген | Норвешка             |
| Винер Анакона      | Колумбија            |
| Конор Дан          | Ирска                |
| Хидето Накане      | Јапан                |
| Рајан Мулен        | Ирска                |
| Лауренс де Плус    | Белгија              |
| Хонатан Нарваез    | Еквадор              |
| Тсгабу Грмај       | Етиопија             |
| Грегор Милбергер   | Аустрија             |
| Џејмс Нокс         | Уједињено Краљевство |
| Конор Свифт        | Уједињено Краљевство |
| Тијаго Машадо      | Португалија          |
| Антоан Дишен       | Канада               |
| Јозеф Черни        | Чешка                |
| Антони Роа         | Француска            |
| Александре Женије  | Француска            |
| Бен Гастур         | Луксембург           |
| Рори Сутерланд     | Аустрија             |
| Мадс Вурц Шмит     | Данска               |
| Лоран Дидије       | Луксембург           |
| Грега Боле         | Словенија            |
| Јан Тратник        | Словенија            |
| Лукас Пестилбергер | Аустрија             |
| Жорж Прејдлер      | Аустрија             |
| Маћјеј Боднар      | Пољска               |
| Маћеј Патерски     | Пољска               |
| Патрик Бевин       | Нови Зеланд          |
| Петер Саган        | Словачка             |
| Никита Сталнов     | Казахстан            |
| Роан Денис         | Аустралија           |
| Серж Пауелс        | Белгија              |
| Дион Смит          | Нови Зеланд          |
| Себастијан Енао    | Колумбија            |
| Данијел Мартинез   | Колумбија            |

| Возач                 | Држава               |
| --------------------- | -------------------- |
| Тиш Бенот             | Белгија              |
| Јосип Румац           | Хрватска             |
| Мати Брешел           | Данска               |
| Николас Диамини       | Јужна Африка         |
| Дмитри Страхов        | Русија               |
| Родриго Контрерас     | Колумбија            |
| Свен Ерик Бистрем     | Норвешка             |
| Мартин Харинг         | Словачка             |
| Том Виртген           | Луксембург           |
| Јурај Саган           | Словачка             |
| Патрик Тибор          | Словачка             |
| Михаел Кукрле         | Чешка                |
| Марек Чанецки         | Словачка             |
| Кристс Нејландс       | Летонија             |
| Ијан Станард          | Уједињено Краљевство |
| Жемпи Дрикер          | Луксембург           |
| Роман Виљалобос       | Костарика            |
| Андриј Браташчук      | Уједињено Краљевство |
| Ворен Барги           | Француска            |
| Домен Новак           | Словенија            |
| Иго Ул                | Канада               |
| Васил Кирјенка        | Белорусија           |
| Лука Пиберник         | Словенија            |
| Рејн Тарамаје         | Естонија             |
| Игнатас Коноваловас   | Литванија            |
| Јаухен Собал          | Белорусија           |
| Никлас Ег             | Данска               |
| Ерик Башка            | Словачка             |
| Мартин Махдар         | Словачка             |
| Есмаил Чаичи          | Иран                 |
| Сем Бевли             | Нови Зеланд          |
| Сергеј Тветцов        | Румунија             |
| Алекс Кирш            | Луксембург           |
| Стилијанос Фарантакис | Њемачка              |
| Норман Вахтра         | Естонија             |
| Хо Сан Чиу            | Хонг Конг            |
| Николас Сеслер        | Бразил               |